# Model educatiu 1:1
En el context d'educació, la informàtica d'un a un (a vegades abreviat com "1:1") es refereix a institucions acadèmiques, com a escoles o col·legis, donant a cada estudiant matriculat un dispositiu electrònic a fi de tindre accés a Internet, materials de curs digitals i manuals digitals. El concepte s'ha explorat activament i esporàdicament i s'ha posat en pràctica des de finals dels anys 1990.
 El concepte s'ha explorat activament i s'ha implementat esporàdicament des de finals de la dècada del 1990. La informàtica un a un solia contrastar-se amb una política de " porta el teu propi dispositiu " (BYOD), que anima o obliga els estudiants a utilitzar els seus propis ordinadors portàtils, telèfons intel·ligents o altres dispositius electrònics a classe. La distinció entre BYOD i dispositius emesos per l'escola es va desdibuixar quan moltes escoles van començar a recomanar dispositius per als pares per comprar (exemples d'iPads i Chromebooks que s'utilitzen 1:1 a les escoles, però existeixen els pares pagats, pot haver-hi evidències similars per altres dispositius). El terme informàtica 1:1 a l'educació es redefinirà ara a una situació en què els estudiants tenen accés a un dispositiu per individu que s'utilitza a l'ensenyament com a eina per a l'aprenentatge. Històricament, els programes s'han centrat en els dispositius següents:
- Portàtils (Windows i Mac) 1990-2010.

- iPads (amb alguns dispositius Android i Windows competidors) 2010-2014

- Chromebooks (2015 fins a l'actualitat) (amb iPad+teclat i altres ordinadors portàtils i tauletes que competeixen).[4]

## Nivells
En el context de l'educació, la informàtica un a un (de vegades s'abreuja com a " 1:1 ") es refereix a institucions acadèmiques, com escoles o universitats, que permeten a cada estudiant matriculat utilitzar un dispositiu electrònic per accedir a Internet, materials digitals del curs i llibres de text digitals.
El nivell d'educació influirà en el tipus d'adopció, a través de factors com ara: la preparació dels usuaris, el pressupost, els mèrits esperats i els costos-beneficis.
- Per als estudiants joves, els iPads i els dispositius competidors segueixen sent molt populars, però no sempre són 1:1. Moltes escoles més benestants proporcionen a cadascun dels seus alumnes un iPad per utilitzar-lo durant tot el curs escolar.
- Per als estudiants que necessiten escriure més, els Chromebook són els més habituals. Les escoles secundàries i secundàries i, fins a cert punt, les universitats han estat clients de Chromebooks.
- Per als estudiants madurs/adults d'educació superior, l'enfocament BYOD és el més utilitzat. Les institucions ofereixen accés WiFi i LMS basat en web. Tanmateix, els chromebooks es poden trobar a moltes biblioteques.

## Beneficis
Sembla que hi ha consens que la disponibilitat 1:1 dels dispositius millora la seva utilitat. Haver de compartir dispositius redueix la seva eficàcia educativa a causa de la reducció de la intensitat i la durada de l'experiència i del temps addicional dedicat a la gestió de fitxers, gestió de configuració, gestió i distribució de dispositius.
Abans de la computació en núvol els principals avantatges es referien a l'accés als dispositius. A mesura que la informàtica en núvol va avançar en la col·laboració, la reducció de costos, sense paper, les habilitats del segle xxi es van centrar més. La investigació vermella va incloure 1:1 i col·laboració en els seus resultats clau de la investigació. La informàtica un a un ofereix els avantatges d'accés igualitari, estandardització, actualitzacions fàcils, xarxes senzilles i la capacitat de controlar el progrés dels estudiants i el comportament en línia. Per aquests motius, la informàtica un a un és una part important de la política educativa de molts països. Aquests avantatges també es basen en el model un a un d’One Laptop per Child (OLPC), una organització benèfica que té com a objectiu emetre dispositius electrònics a milions de nens del món en desenvolupament. Amb el creixement de la connectivitat a Internet, la possibilitat d'utilitzar la informàtica en núvol per transferir les dades i l'administració dels dispositius a la informàtica en núvol ha eliminat la necessitat de gran part del suport tècnic del professor.
Els avantatges acadèmics finals de l'un a un, si n'hi ha, no estan clars. És possible que no siguin iguals per a les diferents èpoques d'1:1.
A l'era dels portàtils, els portàtils s'utilitzaven sovint com a complements a l'ensenyament establert. El seu ús limitat va reforçar els dubtes sobre el seu valor educatiu i si els elevats costos de manteniment valia la pena la inversió. Segons la investigació publicada pel Boston College, el valor educatiu d'1:1 a l'era de l'ordinador portàtil depenia del professor de l'aula. Algunes escoles fins i tot han eliminat els seus programes individuals perquè no hi havia proves de guanys acadèmics segons l'article de 2007. Altres estudis han mostrat algun progrés en subjectes específics, sobretot en l'escriptura de tantejos, que es correlacionen amb l'ús d'ordinadors portàtils publicats per l'escola. Hi ha una àmplia gamma de resultats per a 1:1 que signifiquen que no hi ha consens en els seus avantatges o inconvenients. [4] Com 1:1 els programes de calcular poden tindre molts objectius, de millorar resultats educatius fins a la igualtat creixent, i tenen a veure amb tal àmplia gamma de mètodes docents, també és difícil jutjar el seu èxit total o valor.)
Altres estudis han demostrat alguns progressos en matèries específiques, especialment en les puntuacions escrites, que es correlacionen amb l'ús d'ordinadors portàtils de l'escola. L'ampli ventall de resultats dels programes 1:1 significa que no hi ha consens sobre els seus beneficis o inconvenients.
L'era de l'iPad va augmentar l'ús d'iPads (i tauletes comparables) a les escoles i, en conseqüència, va augmentar els programes 1:1 a les escoles. Cada cop es van disposar més aplicacions i eines específiques de l'educació a mesura que es publicaven una investigació creixent sobre el valor educatiu i les metodologies d'implementació de programes 1:1.
La popularitat es va basar en les seves pantalles tàctils, la bona durada de la bateria i la disponibilitat d'aplicacions, així com la seva imatge general relacionada amb la marca i la facilitat d'ús comparativa en comparació amb els ordinadors portàtils/escriptoris.
L'era dels Chromebook va tenir diversos factors d'èxit importants (alguns dels quals sovint també s'utilitzaven a les escoles iPad 1:1).
1. Molt portàtil: portàtils petits, lleugers.
2. dispositius d'actualització automàtica. Reduint la necessitat de gestió del dispositiu i la necessitat d'esperar durant l'actualització.
3. Engegada ràpida / despertar gairebé instantània del son.
4. Durada de la bateria (va durar un bon dia escolar)
5. Realment independent del dispositiu. Fitxers de còpia de seguretat i configuració disponibles en qualsevol moment, en qualsevol lloc i en qualsevol lloc. Això va permetre la distribució de continguts educatius. També va permetre mantenir un estoc de Chromebooks de recanvi disponible. Si un estudiant iniciava sessió amb el seu compte, funcionava perfectament. Els iPads i els ordinadors guardaven molta informació de configuració als dispositius fent que els canvis ràpids siguin difícils o impossibles.
6. Disponibilitat de programari de productivitat general basat en núvol. Això va permetre prendre notes, sense paper.
7. Baix cost (en comparació amb iPads i ordinadors portàtils) tant per a la compra com per als costos de funcionament/manteniment (és a dir, el cost de propietat).
8. Major atenció al desenvolupament professional i a la incorporació de l'ús 1:1 en l'ensenyament de diferents assignatures.
9. Increment de la implicació de les parts interessades com els pares i els consells escolars a causa dels costos del WiFi, l'augment de la tendència a utilitzar els dispositius a casa i la major consciència dels processos de reparació, assegurances, substitució temporal, etc.

1. Augment de l'ús en avaluació i proves.

1. Augment de la col·laboració, aprenentatge autodirigit, aprenentatge basat en la investigació

Com que els programes d'informàtica 1:1 poden tenir molts objectius, des de millorar els resultats educatius fins a augmentar la igualtat, i estan associats amb una gamma tan àmplia de mètodes d'ensenyament, també és difícil jutjar el seu èxit o valor global. Un avantatge notable que s'ha documentat i investigat és el potencial d'iniciatives d'informàtica 1:1 per donar suport a l'ús de recursos educatius oberts (OER), disponibles en format digital, per a l'accés omnipresent dels estudiants.

## Desavantatges
Els desavantatges de l'1:1 són controvertits, però hi ha objeccions generals per augmentar el "temps de pantalla" quan la vida privada dels nens també veu un temps de pantalla important. Pot haver-hi desavantatges psicològics i/o físics com hi ha amb qualsevol tecnologia, incloses les substituïdes (paper, pintura, portar més llibres).
Tot i que els dispositius no són addictius, algunes aplicacions poden ser addictives. També pot haver-hi objeccions contra els possibles efectes de l'exposició a la radiació de les pantalles i el WiFi. Com s'indica a avantatges, no hi ha un consens general sobre l'evidència científica sobre l'eficàcia. En un camp tan nou com l'1:1, amb la tecnologia utilitzada que ha sofert grans canvis, pot ser que trigui temps a aparèixer i acordar patrons clars.
El cost en si pot ser un desavantatge. Les escoles i els districtes de zones amb ingressos baixos i alts índexs de persones sense llar han argumentat que els programes de Chromebook es comparen positivament amb les taxes de retorn de les tasques de paper per a casa. Altres desavantatges poden estar relacionats amb la sostenibilitat de la infraestructura. Actualment, el cost de la suma de totes les peces de recanvi d'un Chromebook supera el cost d'un Chromebook obtingut a través d'un descompte massiu del districte escolar. Això ha fet que els districtes escolars hagin passat d'un model de reparació tradicional a tractar els Chromebooks com un dispositiu d'un sol ús. Un altre desavantatge és la necessitat de la fiabilitat a prova de futur. Fins fa poc, i abans de les millores en la tecnologia de la bateria, els ordinadors portàtils servien principalment com a dispositius no portàtils. Molts problemes de components, com ara problemes de bateria i cablejats relacionats amb els ordinadors portàtils, s'han incorporat al model de Chromebook. Aquest és un problema a causa del fet que els Chromebooks normalment es distribueixen en un nombre molt més gran. Això comporta una interrupció de la instrucció que cal superar.

## Costos
Un a un requereix una inversió institucional substancial. A més del cost d'adquisició de dispositius, el cost de propietat no és insignificant i pot incloure connectivitat/WiFi, instal·lacions de càrrega/caddy, implementació, formació, llicències de programari, supervisió, seguretat, actualitzacions i manteniment. Per tant, la relació cost-benefici global d'un model un a un no està clara. A part dels costos tècnics, el canvi de l'ensenyament en si és un treball intensiu i pot requerir desenvolupament professional, llicències, reescriptura de materials, redisseny de plans de lliçons.
Existeixen diverses metodologies per assegurar-se que totes les parts interessades estan implicades i que l'adopció/implementació es fa de manera responsable. Per exemple, el programa Natick (MA) Public Schools 1:1 té el logotip "vermell" que indica que és un Projecte Red Signature District que indica que van seguir la metodologia Red, així com un logotip d'Apple Distinguished District (competidors com Google i Microsoft tenen els seus propis programes de reconeixement). Si mirem els documents, van augmentar el seu nombre de Chromebooks i tenen processos de planificació madurs, inclosa la cooperació amb la investigació del Boston College.
A mesura que el cost dels serveis d'Internet i els càrrecs de dades disminueixen, les velocitats de WIFI i l'accessibilitat ha augmentat fins al punt que ja no és un factor limitant per als usuaris de Chromebooks i altres dispositius utilitzats per a l'educació.

## Evolucions recents
És possible que els programes Chromebook dels Estats Units hagin mostrat canvis en l'economia dels programes 1:1. Tot i que els programes 1:1 requereixen una millor WiFi que els programes anteriors, utilitzen ChromeOS que s'actualitza automàticament i aplica pedaços en segon pla (reduint els costos de manteniment). Els preus de compra dels Chromebooks eren substancialment inferiors als dels dispositius de la competència. Segons la investigació d'IDC, els costos de manteniment eren significativament més baixos. Com que les bateries dels Chromebooks duren fàcilment un dia sencer, les escoles van experimentar amb que els estudiants les carreguessin a casa i només tinguessin un estoc de recanvi preparat a l'escola (per a Chromebooks defectuosos, oblidats i sense càrrega), reduint la necessitat de carregar equips/carretons.. GAM (Gestió de comptes de Google) va cobrar per la llicència, però podria eliminar la necessitat d'altres solucions MDM (Gestió de dispositius mòbils) i altres solucions de seguretat a un nivell inferior al d'autenticació web. Algunes escoles també van experimentar amb els pares que posseïssin els dispositius (i paguessin per ells). Tenir equips menys costosos al lloc també pot haver estalviat en l'assegurança i les habitacions poden haver quedat disponibles per a altres finalitats. 1:1 també va permetre passar sense paper (és a dir, els editors van subministrar versions digitals més barates dels materials didàctics) i reduir el cost del paper/impressores utilitzades. No es coneix cap estudi seriós d'això, en aquest moment. Però les escoles individuals han publicat costos i estalvis. L'ús del programari Google-Classroom i de la suite G en general va ser fonamental per no tenir paper. Va permetre l'entrega electrònica, la qualificació i la devolució dels projectes a grups d'estudiants. Microsoft està intentant copiar la funcionalitat de l'aula al seu O365 per a l'educació.

## Projecte Ceibal de l'Uruguai 2007
Entre el 2007 i el 2016, el Projecte Ceibal va ser el programa 1:1 amb més èxit del món. Inclou el dret a la connexió a Internet a l'escola i a la llar, a més del dret a disposar d'un ordinador "Des de la seva implantació, a cada nen que ingressa al sistema educatiu públic de qualsevol part del país se li dona un ordinador per a ús amb connexió a Internet gratuïta a l'escola. A més, el Pla Ceibal ofereix programes, recursos educatius i cursos de formació del professorat que transformen les maneres d'ensenyar i d'aprendre". El decret de 2007 especificava en ell els resultats desitjats "1.2.3. RESULTATS ESPERATS: Haver cobert el 100% dels nens en edat escolar en un període de 3 anys amb connexió a Internet a les seves escoles com a casa seva". El 2009, els 300.000 estudiants estaven equipats amb maquinari i totes les escoles tenien WiFi. El 2013, l'ús de Google-drive i les aplicacions es van afegir a CREA i el 2015 el 95% de les escoles urbanes tenien connexions de fibra òptica. El 2016 es van afegir Chromebooks al maquinari disponible. Com que el maquinari original estava basat en Fedora, l'Uruguai ha ocupat el primer lloc de l'adopció de Linux durant anys, segons statcounter.

## Recent adopció massiva a les escoles americanes
Els programes 1:1 a les escoles dels Estats Units han guanyat un gran impuls al voltant del 2016/2017. El febrer de 2017, edtechmagazine va informar que més del 50% dels professors van informar que utilitzaven la informàtica 1:1. El març de 2017, Futuresource va informar que els Chromebook tenien una quota de mercat del 58% a l'educació dels EUA. The New York Times va informar de l'èxit dels Chromebooks a l'educació el maig de 2017. El que explica l'èxit "Això es va convertir en el manual de màrqueting educatiu de Google: Woo als funcionaris de l'escola amb serveis fàcils d'utilitzar i que permeten estalviar diners. A continuació, recluteu les escoles per comercialitzar-les a altres escoles, mantenint els primers adoptants com a pensadors entre els seus companys".
El juny de 2017, es va informar que el districte CMS estava en un programa 1:1 de 150.000 Chromebooks. Sembla que els programes de Chromebook 1:1 s'han tornat molt populars a partir de l'adopció i evangelització per part d'usuaris entusiastes a les escoles. Els suburbis de Chicago s'esmenten amb més freqüència com a influents. Leyden, al districte 212, té a la seva pàgina principal el Dr. Nick Polyak dient "Més de 2.000 educadors de tot el país han visitat Leyden per aprendre sobre l'ensenyament i l'aprenentatge a l'era digital". que fa referència clarament al seu programa 1:1. La història del programa 1:1 de Leyden s'explica clarament a l'article de 2014 "Quants administradors es necessiten per aconseguir que un districte vagi un a un". Per tant, hi ha proves que les escoles d'èxit mostren el camí als altres.
La legitimació original per a l'educació 1:1 pot haver-se derivat de la investigació del grup Red (finançat principalment per Intel) les troballes de la qual descriuen el potencial de transformar l'educació "Les nostres troballes demostren que les escoles que utilitzen una proporció d'estudiants-ordinadors 1:1 i els factors clau d'implementació superen altres escoles i revelen oportunitats importants per millorar el retorn de la inversió (ROI) en l'educació mitjançant la transformació de l'ensenyament i l'aprenentatge". La influència del canvi en l'ensenyament també s'accentua acadèmicament com a "Chromebooks i el grup de productes G Suite, com la Cerca de Google, Gmail i Google Docs, s'han expandit ràpidament a les escoles americanes durant els últims 5 anys. L'impacte d'un- Els dispositius Chromebook to-one i l'ús generalitzat dels productes de programari de Google a l'educació nord-americana no es poden exagerar". Apple també està promocionant els seus propis programes d'iPad 1:1 i hi ha alguns signes d'adopció del seu programari "aula" i iPads, per exemple a San Bernardino. Altres països on els programes 1:1 tenen èxit són Suècia i Nova Zelanda (ambdós esmentats a l'article del New York Times esmentat anteriorment).